# Reádegos
Reádegos (llamada oficialmente San Vicente de Reádegos) es una parroquia del municipio español de Villamarín, en la provincia de Orense, Galicia.

## Organización territorial
La parroquia está formada por doce entidades de población, constando once de ellas en el nomenclátor del Instituto Nacional de Estadística español:
- A Eirexa
- A Pena
- A Ría
- A Tolda
- Belcrime (Belquirime)
- Cristoble
- Currelos
- Fontedemouros (Fonte de Mouros)
- Gandaralonga (Gándara Longa)
- O Pilo
- Quintás (As Quintás)
- San Pedro

## Demografía
| Gráfica de evolución demográfica de Reádegos entre 2000 y 2023 |
|                                                                |
| Datos según el nomenclátor publicado por el INE.               |